# Prvosenka japonská
Prvosenka japonská (Primula japonica) je druh rostlin z čeledi prvosenkovitých (Primulaceae) původem z Japonska. Je to vytrvalá bylina, dorůstající výšky až 45 cm. Listy jsou v přízemní růžici, na lodyze raší zjara květenství fialových či růžových květů. Preferuje vlhká a stinná stanoviště, jako jsou břehy potoků a nádrží. Jako okrasnou rostlinu ji využívá především japonská zahrada. Bylo vyšlechtěno několik kultivarů.

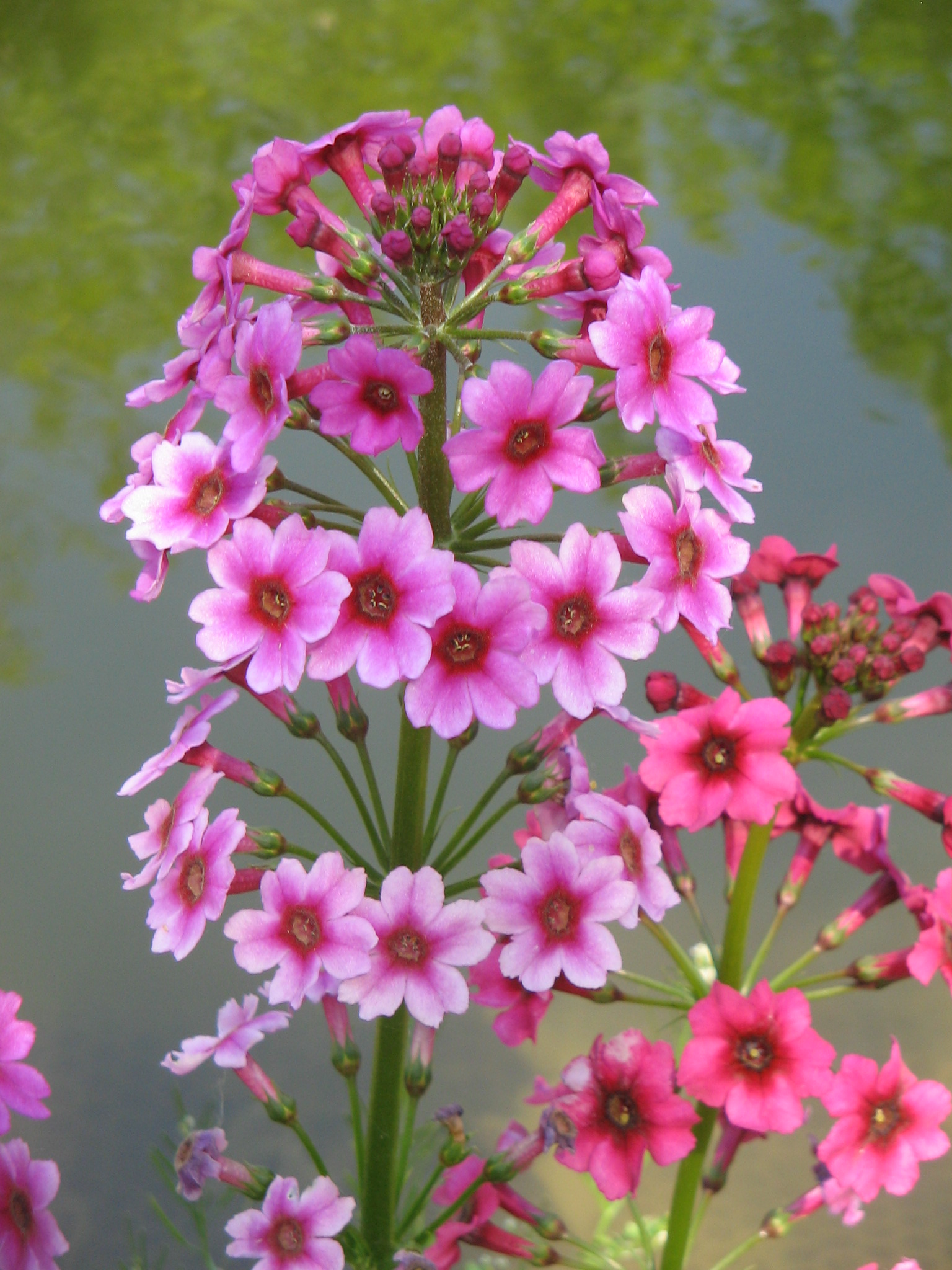
Květenství
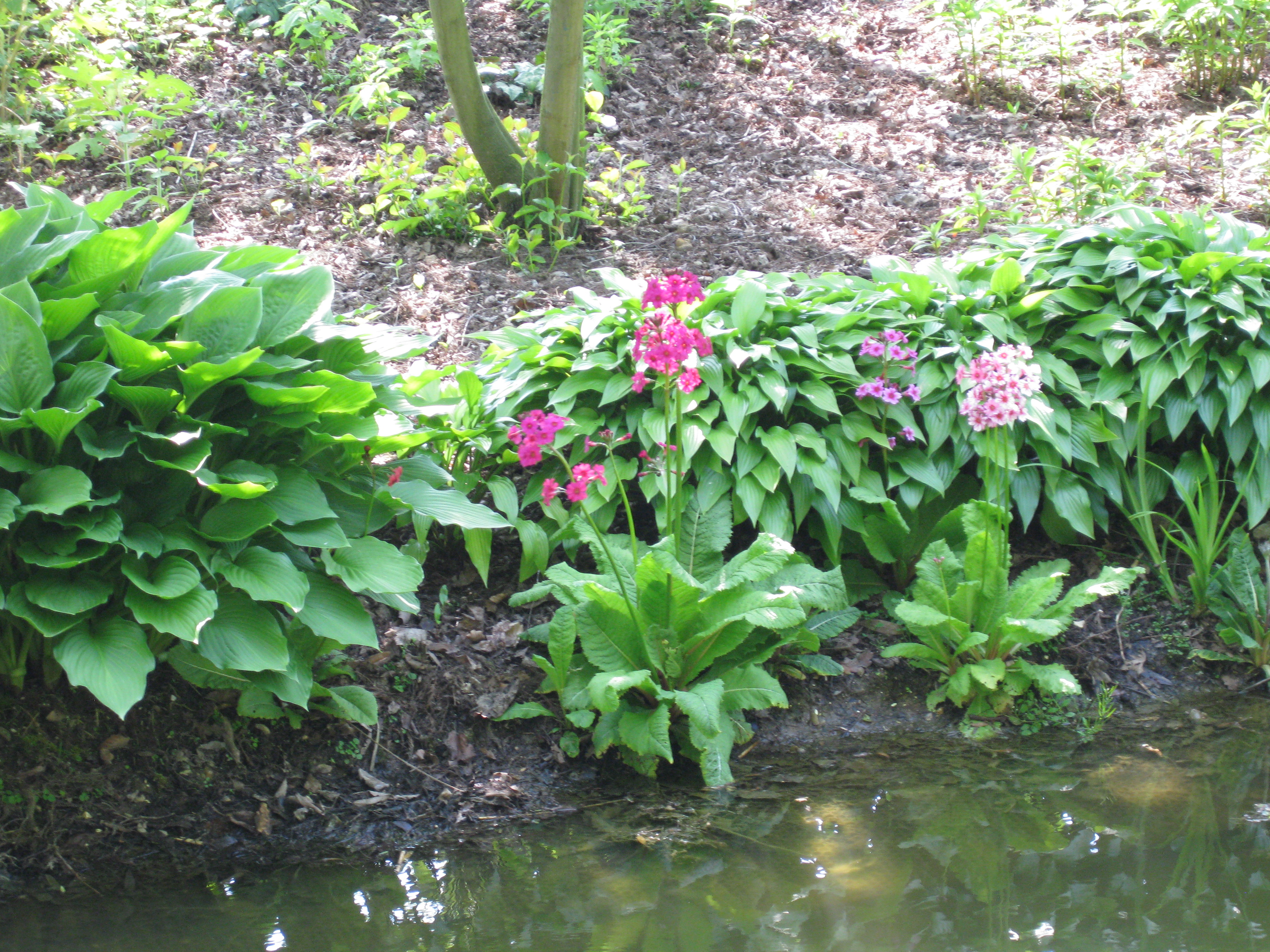
Prvosenky mají rády vlhkost
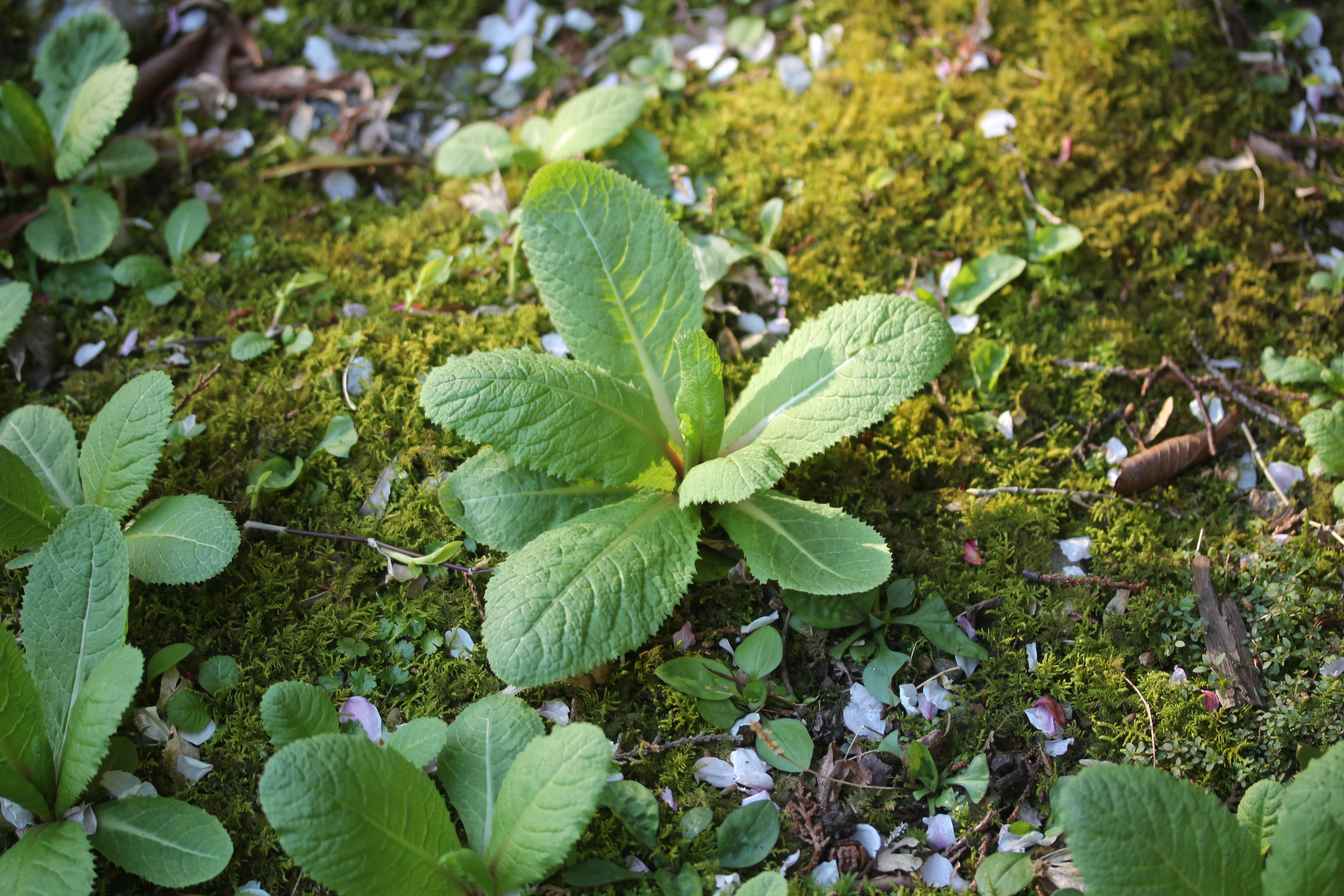
Olistění prvosenky japonské